# Vincent Hein
Vincent Hein (* 4. August 1970 in Thionville) ist ein französischer Psychoanalytiker und Schriftsteller.

## Biografie
1988 studierte Vincent Hein an der Pädagogischen Universität Peking, um dort Chinesisch zu lernen.
Anschließend studierte er  Psychoanalyse an der Universität Montpellier III und dem Freudschen Institut für Psychoanalyse, wo er seinen Abschluss bekam. Daneben studierte er Sinologie am Institut national des langues et civilisations orientales (INALCO), dem Pariser Institut für orientalische Sprachen, sowie Jura an der Universität Paris I-Sorbonne. Außerdem ist er Absolvent der National Guild of Hypnotists.
Ab 1996 arbeitete er im französischen Verlag Edition Phebus.
Vincent Hein arbeitete zwischen 2004 und 2016 in China als Diplomat. Nun lebt er in Marseille.
2012 bekam er den literarischen Preis Prix litteraire de l’Asie für sein zweites Buch, L’arbe à singes (dt.: „Der Affenbaum“). Dieser Preis soll französischsprachige Schriftsteller belohnen, die über den Orient schreiben.

## Werke

### Alleinige Urheberschaft
- 2009: À l’est des nuages, Denoël Verlag, Paris, 198 Seiten, ISBN 978-2-207-26061-6.
- 2012: L’Arbre à singes Prix Littéraire de l’Asie 2013, Denoël Verlag, Paris, 164 Seiten
- 2016: Les flamboyants d’Abidjan, Stock Verlag, Paris, 160 Seiten.
- 2018: Kwaï, 140 Seiten.

### Mitwirkung
- 2012: Noël quel bonheur ! – gemeinsames Werk –, Armand Colin Verlag, Paris, 176 Seiten.
- 2013: Le New York des écrivains – gemeinsames Werk –, Stock Verlag, Paris, 226 Seiten.
- 2019: Tiananmen, 1989–2019, Hommages et Récits, gemeinsames Werk, Phébus Verlag, Paris, 180 Seiten.